# キ97 (航空機)
キ97は、第二次世界大戦時に計画された大日本帝国陸軍の輸送機。開発は三菱重工業が行ったが、実機の製作には至っていない。

## 経緯
1942年（昭和17年）末、一〇〇式輸送機を代替する新型輸送機の将来的な需要を予測した三菱は、キ67（後の四式重爆撃機「飛龍」）を原型機とする輸送機の開発を陸軍へ向けて自発的に提案した。これを受けた陸軍内では反対意見も生じたが、最終的には開発を是とする意見が勝り、他機種の開発製造を阻害しないという条件のもとで、1943年（昭和18年）2月3日に三菱に対して試作指示がなされた。この際に陸軍から示された要求は、「ハ104」エンジンと一〇〇式輸送機に準じた装備を備えた空挺隊用輸送機で、性能は常用高度7,000 m以下、航続距離3,000 km、輸送兵員21名というものだった。また、1944年（昭和19年）1月末の1号機完成と4機の試作が予定された。
三菱はキ67に引き続き小沢久之丞技師を主務者として設計作業を進め、1943年3月に基礎設計を完了させた。その後、1943年4月12日 - 4月13日と同年8月25日 - 8月26日の二次に渡って実大模型審査を受け、操縦席からの下方視界の改善や諸装備の追加・改良、防御武装の搭載、航続距離の4,000 kmへの延長といった陸軍からの要求を反映して大規模な改設計を行った上で、本格的な設計に着手した。しかし、戦局の変化によって機種整理の対象となり、キ67およびキ109に注力すべきとの判断に基づき、1944年9月24日に陸軍から命令が発せられ開発は中止された。1944年9月の時点で設計の進捗率は80パーセント程度であり、完成機は1機も存在しない。

## 機体
落下傘部隊などの兵員輸送を目的とした双発輸送機で、キ67を設計の基礎として胴体部分は新規設計、主翼は設計はそのままに低翼化されている。また、垂直尾翼も開発が進む中でキ83のものに近い形へと改設計が加えられた。ハ104エンジン周りや降着装置に関しては、キ67の設計をほぼ流用している。
胴体は空力的に洗練された形状となり、段無しの風防を備えた流線形の機首を持つが、これは第一次実大模型審査の際の評価を踏まえて下方視界を確保できる設計に落ち着いている。また、キ67よりも幅広な胴体となったことで、結果的に翼面積が増加している。胴体には兵員21名に加え、貨物の投下や落下傘兵の降下に必要な装備、酸素吸入装置で用いる液体酸素などを収めるとともに、上面には前後2箇所、側面には片側ごとに3箇所の射撃窓が設置されている。
当初は金属製の機体として設計されていたが、第二次実大模型審査の際に陸軍が示した要求に沿って、胴体もしくは機体全体の木製化が計画されている。

## 諸元（計画値）
出典：『日本陸軍試作機大鑑』 90,91頁、『日本陸軍の試作・計画機 1943〜1945』 114頁、『太平洋戦争日本陸軍機』 227頁、『日本陸軍機キ番号カタログ』 85頁。
- 全長：20.0 m
- 全幅：23.0 m
- 全高：5.7 m
- 主翼面積：67.5 m2
- 自重：8,450 kg
- 全備重量：13,000 kg
- エンジン：三菱 ハ104 空冷複列星型18気筒（離昇1,900 hp） × 2
- 最大速度：546 km/h（高度5,400 m時）
- 巡航速度：340 km/h（高度3,000 m時）
- 実用上昇限度：10,000 m
- 航続距離：2,580 km[2][11]あるいは3,105 km[7]
- 翼面荷重：192.6 kg/m2
- 武装：射撃窓 × 8
- 乗員：2名[2][4][11]あるいは4名[7]
- 兵員：21名